# Choctaw Lake
Choctaw Lake és una concentració de població designada pel cens dels Estats Units a l'estat d'Ohio. Segons el cens del 2000 tenia 1.562 habitants.

## Demografia
Segons el cens del 2000, Choctaw Lake tenia 1.562 habitants, 581 habitatges, i 493 famílies. La densitat de població era de 753,9 habitants per km².
Dels 581 habitatges en un 36,5% hi vivien nens de menys de 18 anys, en un 78,8% hi vivien parelles casades, en un 3,8% dones solteres, i en un 15% no eren unitats familiars. En l'11,2% dels habitatges hi vivien persones soles el 3,4% de les quals corresponia a persones de 65 anys o més que vivien soles. El nombre mitjà de persones vivint en cada habitatge era de 2,69 i el nombre mitjà de persones que vivien en cada família era de 2,91.
Per edats la població es repartia de la següent manera: un 25,4% tenia menys de 18 anys, un 4,1% entre 18 i 24, un 32,6% entre 25 i 44, un 30,7% de 45 a 60 i un 7,2% 65 anys o més.
L'edat mediana era de 39 anys. Per cada 100 dones de 18 o més anys hi havia 98,3 homes.
La renda mediana per habitatge era de 81.644 $ i la renda mediana per família de 86.670 $. Els homes tenien una renda mediana de 47.652 $ mentre que les dones 40.588 $. La renda per capita de la població era de 30.624 $. Aproximadament el 4% de les famílies i el 6,9% de la població estaven per davall del llindar de pobresa.

## Poblacions més properes
El següent diagrama mostra les poblacions més properes.